# Ritorno sociale sull'investimento
Il ritorno sociale sull'investimento (SROI) è un metodo per misurare il valore extra-finanziario rispetto alle risorse investite. 
Può essere utilizzato da qualsiasi ente per valutare l'impatto sui soggetti interessati (stakeholder), identificare i modi per migliorare le prestazioni e migliorare le prestazioni degli investimenti.
Si tratta di un approccio sviluppato a partire dalla contabilità sociale, con l'obiettivo di ridurre la diseguaglianza e l'impatto sull'ambiente, di migliorare il benessere, integrando nell'analisi i costi ed i benefici sociali, economici ed ambientali, assenti dai conti finanziari convenzionali.

## Fasi dello SROI
1. Stabilire il campo d’analisi ed identificare i principali stakeholder
2. Mappare gli outcome
3. Dimostrare gli outcome e attribuire loro valore
4. Definire l’impatto
5. Calcolare lo SROI
6. Restituzione, utilizzo ed integrazione